# Факсай (тайфун)
Тайфун «Факсай» (англ. Typhoon Faxai) — руйнівний тропічний циклон 4 категорії, перший тайфун, який обрушився на регіон Канто після Міндулле в 2016 році, і найсильнішим. Це був також найгірший удар по регіону з часів Таласу в 2011 році, поки менш ніж через місяць регіон не постраждав від більш руйнівного тайфуну «Хагібіс».
Троє людей загинули, ще 147 отримали поранення. Понад 390 тисяч людей закликали до евакуації. Факсай залишив без світла 934 000 домогосподарств. Рух поїздів у JR East було скасовано через шторм. Двоє людей померли від теплового удару через відключення електроенергії. Загальні збитки в Японії оцінені в 10 мільярдів доларів США.

## Метеорологічна історія

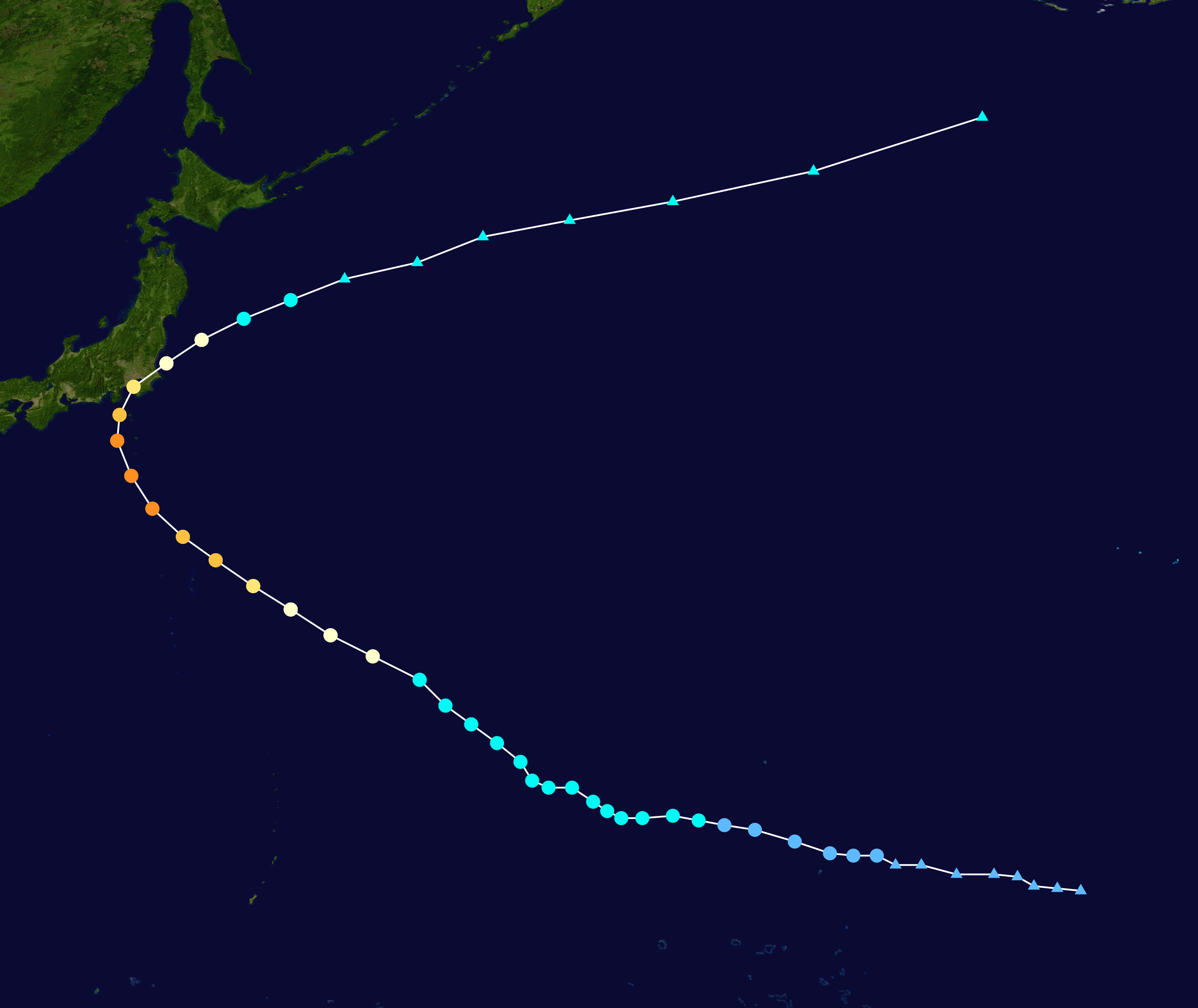
Карта шляху і інтенсивності Тайфуну Факсай

О 18:00 UTC 29 серпня на схід від міжнародної лінії зміни дат утворилася тропічна западина. Наступного дня він перемістився на захід через Тихий океан. Тоді Об’єднаний центр попереджень про тайфуни отримав позначення 14W після того, як вони почали попередження. До 2 вересня JTWC підвищив 14W до тропічного шторму та зберігав свою інтенсивність протягом кількох днів. Через три дні Японське метеорологічне агентство нарешті оновило систему до тропічного шторму та назвало її Факсай. Факсай поступово посилювався, досягнувши статусу тайфуну 6 вересня. Тайфун швидко посилився до шторму 4 категорії 8 вересня та досяг піку інтенсивності. Факсай трохи послабшав перед тим, як досягти берега Острів Тітідзіма біля міста Тіба незадовго до 5:00 ранку за японським стандартним часом 9 вересня.

## Підготовка
Японська залізнична система була призупинена, а швидкісні поїзди зупинилися між Токіо та Одавара. Люди почали вилітати на літаках, оскільки Faxai продовжував наближатися до узбережжя Японії. У неділю всі потяги та рейси були призупинені через сильний вітер і сильний дощ, який очікується на Токіо. За даними Японського метеорологічного агентства , швидкість вітру досягне 134 миль/год, коли він досягне суші. Зазначалося, що в Токіо може випасти до 300 міліметрів опадів. Багато будинків і підприємств були забиті дошками або захищені людьми по всій країні. Людям було відключено електроенергію ще до шторму в неділю. 13 300 клієнтів у міжнародному аеропорту ТНаріта на ніч опинилися в пастці аеропорту. Обидві залізниці в напрямку центру міста були закриті. Пасажири були змушені залишитися всередині аеропорту. Аеропорт роздав клієнтам 18 000 наборів води та іншого посуду. Через тайфун по всій Японії перекрили автомагістралі. На американських базах були готові рятувальні групи після того, як Факсай вийшов на сушу. Усі авіабази закриваються, остання – база на узбережжі Токійської затоки об 11:15 ранку 9 вересня.

## Наслідки

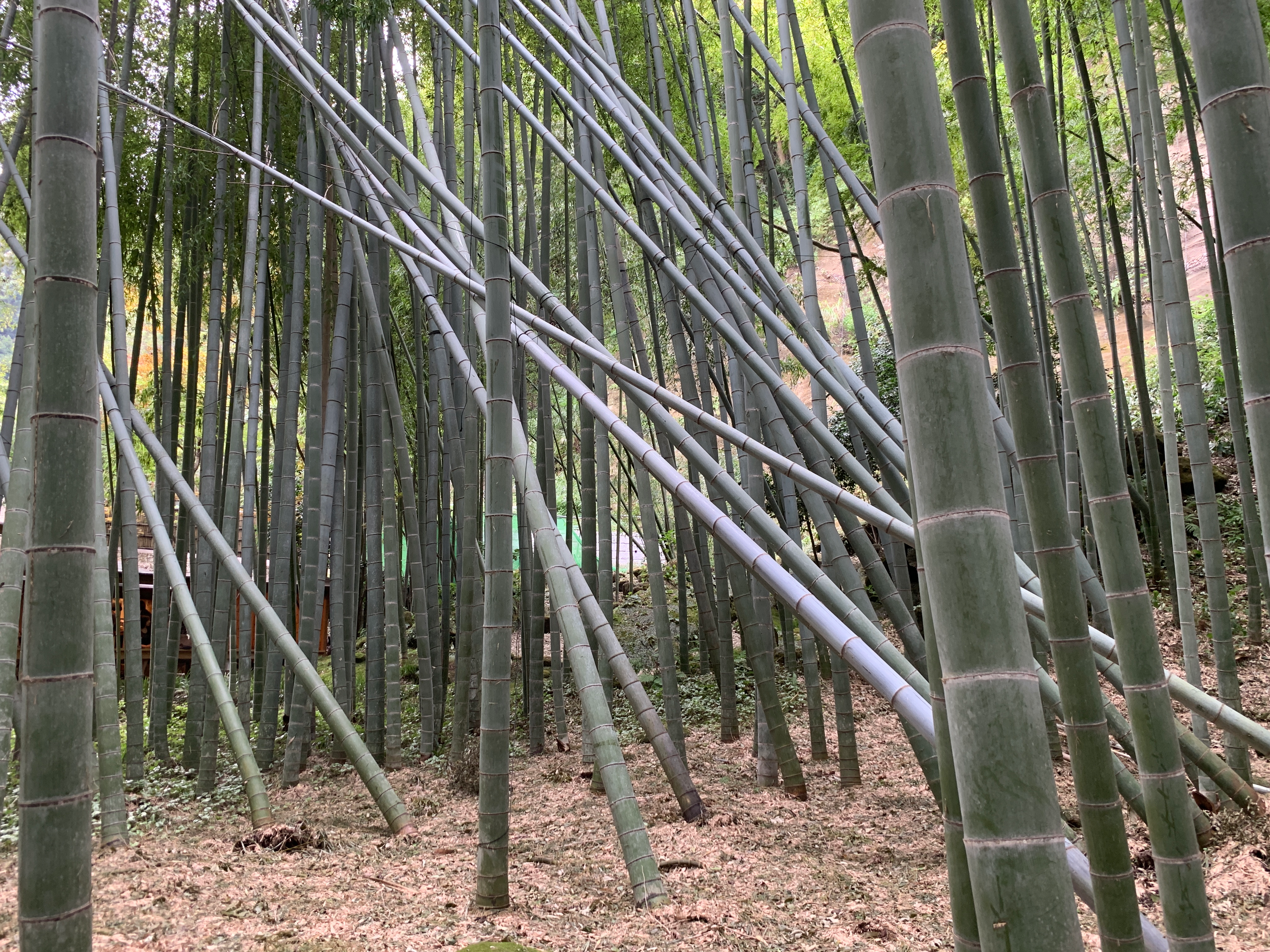
Наслідки тайфуну Факсай у бамбуковому саду Хококу-дзі

У Токіо через шторм у будинках на пляжі вилетіло вікна та двері. Дві вежі електропередач були зруйновані, через що 100 000 будинків і підприємств залишилися без сигналу. Знеструмлення по всій Японії призвело до закриття заводу Sony Corp. Знеструмлення охопило все місто Токіо, а Токійська електрична енергетична компанія заявила, що без світла залишилися 730 000 домогосподарств. Вітер завдав шкоди по всій території Хонсю, пошкодивши будинки, вимкнувши електроенергію та викорчовуючи дерева. Було зафіксовано, що на південному сході Хонсю випало від 3 до 8 дюймів дощу, що спричинило незначні повені в цьому районі. Було сказано, що Факсай міг спровокувати зсув, але про зсув не повідомлялося. Через тайфун загинуло 3 людини більше сотні отримали поранення лише в Японії, при цьому понад 850 000 споживачів залишилися без світла. Повідомлялося про пожежі на сонячній електростанції після Факсаю та на сільськогосподарських угіддях префектури Тіба, які були затоплені через сильний дощ по всій Японії.
Факсай був зареєстрований як один із найпотужніших тайфунів, які вплинули на Токіо, у Токіо було зафіксовано швидкість вітру 134 миль/год. Токійська затока зросла на кілька дюймів через сильну кількість опадів. На будівлях були зірвані металеві вивіски, вантажівки збиті або перекинуті, зруйнована заправка, а також зруйнована скляна вітрина, в результаті чого бите скло розкидано вулицями. Телевізійні кадри показали величезний дах, що руйнується на автозаправній станції в Татеяма.
Через серйозні наслідки в Японії назву Faxai було скасовано під час 52-ї щорічної сесії Комітету з питань тайфунів ESCAP/WMO у лютому 2020 року. У лютому 2021 року Комітет з питань тайфунів згодом обрав Нонга як назву для заміни.